# Parasystoechus abdominalis
Parasystoechus abdominalis är en tvåvingeart som först beskrevs av Christian Rudolph Wilhelm Wiedemann 1828.  Parasystoechus abdominalis ingår i släktet Parasystoechus och familjen svävflugor. Inga underarter finns listade i Catalogue of Life.